# Инфекциозна мононуклеоза
Инфекциозната мононуклеоза (Mononucleosis infectiosa), болест на Филатов или болест на Pfeiffer, е остра инфекциозна вирусна болест, характеризираща се с повишена температура, фарингит, генерализирано уголемяване на лимфните възли, засягане на черния дроб и слезката и своеобразни изменения в бялата кръвна картина.
Заболяването е описано през 1887 г. от руския лекар Нил Фьодорович Филатов, който обръща внимание на треската и уголемените лимфни възли, като изказва съмнение, че наблюдава инфекциозна болест, която нарича „идиопатично възпаление на лимфните жлези“. През 1889 г. немският учен Емил Пфайфер (Emil Pfeiffer) описва аналогична клинична картина. През 1920 г. американските изследователи Томас Спрънт и Франк Еванс назовават болестта с името, с което е известна до днес, а именно – „инфекциозна мононуклеоза“, като се позовават на специфичните изменения в бялата кръвна картина, а именно увеличаването на броя на атипичните мононуклеарни клетки.
През 1964 г. е доказан причинителят на инфекциозната мононуклеоза, а именно вирусът на Епщайн – Бар.